# عساکر (روستا)
 عساکر  (در عربی:  العَساکِر )
نام روستایی است در دهستان القرعة از توابع استان رَیمه در کشور یمن در شبه جزیره عربستان.

## جمعیت
جمعیت آن (۷۰ ) نفر (۵ خانوار) می‌باشد.